# 유니버설 씬 디스크립션
유니버설 씬 디스크립션(Universal Scene Description, USD)은 3차원 컴퓨터 그래픽스 데이터 교환을 위한 프레임워크이다. 이 프레임워크는 협업, 비파괴 편집, 그리고 그래픽스 데이터에 대한 다양한 관점과 의견을 가능하게 하는 데 중점을 둔다. USD는 시각 효과, 건축, 디자인, 로봇공학, CAD, 렌더링을 포함한 많은 산업에서 사용된다.

## 역사
이것은 픽사에 의해 개발되었으며 2016년 수정된 아파치 라이선스에 따라 오픈 소스 소프트웨어로 처음 공개되었다. 픽사, 어도비, 애플, 오토데스크, 엔비디아는 리눅스 재단의 JDF(Joint Development Foundation)와 함께 2023년 8월 1일 AOUSD(Alliance for OpenUSD)를 발표하며 "픽사의 유니버설 씬 디스크립션 기술의 표준화, 개발, 진화 및 성장을 촉진"할 것이라고 밝혔다.

## 파일 형식
사양에 사용되는 파일 형식은 다음과 같다.
- .usd: ASCII 또는 바이너리 인코딩 가능
- .usda: ASCII 인코딩
- .usdc: 바이너리 인코딩
- .usdz: 무압축, 암호화되지 않은 zip 아카이브인 패키지 파일로, usd, usda, usdc, PNG, jpeg, m4a, MP3, WAV 파일을 포함할 수 있다.

## 지원
- 3ds Max 버전 2022 (최신 업데이트가 공개 베타로 제공), 버전 2023. USD에서 가져오기 및 USD로 내보내기 포함.
- 오토데스크 퓨전 360은 2022년 4월부터 USD 내보내기를 지원한다.
- 블렌더는 버전 4.0부터 USD 가져오기 및 내보내기를 지원한다.[8][9][10]
- 시네마 4D는 USD 가져오기 및 내보내기를 지원한다.[11]
- 후디니는 형식 교환 및 장면 편집 목적으로 USD를 구현한다.[12]
- 오토데스크 인벤터 – 버전 2023부터 USD를 지원한다.
- 마야 – 버전 2022부터 USD를 지원한다.
- mesh2mesh (macOS)는 USD를 다른 형식으로 변환하거나 다른 형식에서 USD로 변환한다.[13]
- 엔비디아는 옴니버스에서 USD 지원을 발표했다.[14]
- 다빈치 리졸브는 USD 가져오기를 지원한다.[15]
- 퓨전은 USD 가져오기를 지원한다.[16]
- 애플의 SceneKit은 3D 모델 교환을 위해 .usdz[17] 파일을 지원한다.[18][19]
- 애플의 Reality Composer Pro는 Reality Kit 및 VisionOS 생태계를 위해 .usdz 파일을 지원한다.
- 벡터웍스 2023 서비스 팩 3부터 USD 내보내기 및 가져오기가 포함된다.
- 라이노세로스 3D는 현재 v8 WIP (작업 중)로 지원이 제한되어 있으며 현재 안정 버전에서는 아직 지원되지 않는다.[20]
- Adobe Substance 3D[21]
- 언리얼 엔진은 (.usd, .usda, .usdc, .usdz)를 지원하지만, 가져오기 기능은 현재 베타 버전이다.[22]
- 키샷 – USD (.usd, .usda, .usdc, .usdz)를 지원한다.
- 오토데스크 VRED Professional 2025 (.usd, .usda, .usdc, .udsz)

## 같이 보기
- 알렘빅 (상호 교환 가능한 컴퓨터 그래픽스 파일 형식)
- glTF (그래픽스 언어 전송 형식)